# デヴィッド・ザナトス
デヴィッド・ザナトス（David Xanatos）は、アメリカアニメ『ガーゴイルズ』に登場する架空の人物。
（声 - 飛田展男/英 - ジョナサン・フレイクス）

## プロフィール
- 生年月日：1955年生まれ　36歳
- 身長：ジェナサン・フレイクスと同じ
- 体重：ジョナサン・フレイクスと同じ
- 出身地：ニューヨークのマンハッタン
- 特技：柔道などの格闘技。ロボット作り
- 趣味：チェス。デスゲーム
- 苦手なもの：ゴライアス達マンハッタン一族
- 好物：高級料理

## 人物
1995年の現代編にてデモーナと組んでゴライアスらマンハッタン一族を復活させた人物でゴライアスのライバル。大会社を営んでいる大富豪である。
ゴライアスらを復活させた当初はゴライアスらに友好関係を示していたが、実はレナードの会社のフロッピーディスクなどを盗ませる悪事のために利用していたにすぎなかった。
その後、使えないとわかったゴライアスらをデモーナと組んで抹殺を図った。初期の頃は性格は冷酷でオーディンの瞳の影響でウルフフォックスと化した妻のフォックスを助けられた恩があるにもかかわらずその後すぐにゴライアスらを殺そうとするほどである。
表向きは自らが建てた会社で若社長を務めているが裏では工事関係などで悪事を働いている。世界の支配者を自称し、いずれは地球の支配者となる野望を持っているものの妻子を自分の命よりも大切にしているなど愛情深い性格でもある。自ら、気に入っているゲームであるチェスのキングを自称する。格闘技も得意で柔道などの格闘能力も高い。マンハッタン一族との戦いのときは自らスカイガーゴイルに変身するか、配下であるザ・パックに攻撃させる。
悪人ではあるもののゴライアスとは何度か握手を交わしており、初期の頃はゴライアスのライバルであった。マンハッタン一族とザ・パックを模したフィギュア型のチェスを所持しており、戦いをゲームとして楽しみゴライアス達とのデスゲームをチェスに見立てて楽しむ傾向がある。シーズン2で兼ねてより恋仲だったフォックスと結婚した。結婚式にはデモーナと敵であるゴライアスを招待している。
長い間、ゴライアスらとは敵対関係であったが、後にオベロン戦で息子のアレクサンダーをゴライアスらに助けられたことから和解し、ゴライアスの親友となった。コミックではオベロン戦後もゴライアスらと戦い、新たにスーパーザ・パックを組織している。ゴライアスは娘のアンジェラをザナトスは息子のアレクサンダーを持つもの同士として互いに信頼しあっている。ゴライアスらに受けた恩義に報いようと考えており、フォックスに促されたこともあり、その後はマンハッタン一族の危機を何度か助けている。序盤ではゴライアスのライバルとして大物ぶりを見せていたが、ゴライアスの妻デモーナに比べればゴライアスにとっては対した脅威ではなく小物化していき、さらにはデモーナに生身で敗北し、妊娠中の妻のフォックスに柔道で敗北し、フォックスとのチェスにも負け、フォックスが変身したウルフフォックスにスカイガーゴイルの姿で完敗するなど後半ではすっかり妻のかませ犬と化した。ガーゴイルズ　ザ・ムービーでは間接的にエリサに敗北し、ゴライアスにザナトスタワーから転落死させられそうになるが、エリサに助けられた。

## スカイガーゴイル（sky gargoyle）
ザナトスがゴライアスそっくりのガーゴイルスーツを装着して変身した姿。スーツの体色は赤く、外装は弾丸すら弾く強度を誇る。名前の通り背中に装備されたジェットによりガーゴイル達を凌ぐ飛行能力を備える。赤い両目のガーゴイルアイにはサーモグラフィー装置が装備されており見えない相手でも体温を感知して発見することができるほか、暗視、ズーム、望遠、分析機能も備えている。初登場時はゴライアスと互角の攻防を繰り広げたものの、その後はウルフフォックスに一撃で大破させられたり、得意の空中戦でアンジェラに叩きのめされるなどそれほど戦闘能力は高くないようである。右腕に装備された赤い光線を放つレーザーガンを武器とするほかマシンガンのような銃も併用して使いこなす。アンジェラとの戦いではマシンガンまで使用して戦うもあっさり敗北している。このアンジェラとの戦いのダメージが大きすぎたため修復に時間がかかり、後のオベロン戦では登場しなかった。ただし、オベロン戦でもオベロンと戦うべく似たスーツが登場したがさほど活躍することはなく、コールドストーン戦を最後に登場することはなくなった。ザナトス自体はこの姿でのゴライアスと決着を望んでいたが最期に戦った相手はアニメではライバルであるゴライアスではなくアンジェラであった。

## ザナトスタワー
ザナトスの本拠地で城のような超巨大高層ビルで会社兼自宅。屋上にはゴライアスが封印されていたワイバーン城が設置されている。最大の特徴は建物内に機械が大量に配備されており、巨大な高層ビルの安定を保っている。屋上などに外敵を攻撃するための大型レーザーガンなどが装備されており、建物内から操作することで攻撃も可能でさらに、敵からタワーを守るために電磁フィールドを発生させタワー全体を覆うことで防御することも可能。しかしオベロンには突破されてしまった。デモーナはこのザナトスワーから転落し、一度は死亡したが不老不死のためその後復活している。

## サイバーザナトス
もう一つの世界に登場。
身長が4m～5mもある巨体を誇る強敵であり、スカイガーゴイルがハドソンとの戦いによって全身を変幻自在に変化させられるようになった姿で自らが作り出した異空間を自在に操れるようになりその能力で世界の支配者となっていた。ゴライアスが帰国後には、サイラゴトルーパー軍団を率いてその圧倒的な戦闘能力で地球を支配していた。普段はザナトスの姿であるが、戦闘時には一瞬にしてスカイガーゴイルの鎧を装着しスカイガーゴイルに変身する。全身が変幻自在で全身の強度を硬度0から逆に硬度を合金並みの硬度に高めたりすることが可能な他、肉体を物体や物質に自在に変化させたり全身を駒のように変化させたり煙化させたり巨大化させたりできる上に自由自在にテレポートしたり分身技までも使える。その他どんな機械やコンピューターにも侵入し自在に操ることもできる。自らが作りだした異空間内でゴライアスらに戦いを挑みブルックリン達を石化させて倒すも、ドミニク（デモーナ）の声援によって石化から復活したハードワイヤードゴライアスに素手であっさり倒された。この戦いの以前にもコールドストーンの精神世界内に出現しており、このときはイアーゴと融合しゴライアスらと対決した。最後は、デズデモーナに敗れ自らが作りだした機械の触手に捕まり別の異空間以内に引きずり込まれ消滅した。

## 戦闘能力
普通の人間ながら柔道などを得意としており格闘能力は高いものの純粋な戦闘能力はエリサにも劣っている。ガーゴイル達と戦う際には自らが開発したスカイガーゴイルを装着し戦いに臨む。得意の柔道の試合では妊娠中のフォックスを圧倒していたものの敗れその後、実は実力はフォックスにも劣ることが判明した。